# Sven-Åke Nordegren
Sven-Åke Nordegren, född 2 juli 1924 i Helsingborg i dåvarande Malmöhus län, död 15 maj 1986 i Södertälje församling i Stockholms län, var en svensk ingenjör.

## Biografi
Nordegren var son till grosshandlaren Axel F. Nordegren, som grundade AB Axel F. Nilsson i Helsingborg, och Sigrid Dahl samt farbror till journalisten Thomas Nordegren och svåger till Douglas Lindahl. Efter studentexamen 1943 gick han på Kungliga Tekniska högskolan (KTH) i Stockholm där han avlade civilingenjörsexamen 1949. Han blev assistent vid Cement och betonginstitutet 1950 och konstruktör vid AB Vibroverken i Stockholm 1951. Nordegren var sedan konstruktionschef hos AB Vibroverken i Ljungby från 1955 och därefter avdelningschef vid AB Alfa-Laval från 1957.
Som uppfinnare hade han patent på flera produkter.
Sven-Åke Nordegren gifte sig 1949 med Eva Bagge (1925–2010), dotter till kammarrättssekreterare Nils Jacob Bagge och Gerda Liegnell. De fick döttrarna Katarina (född 1949) och Annika (född 1954). Han är begravd på Fasterna kyrkogård i Uppland.